# جيريمياه براون (مجدف)
جيريمياه براون هو مجدف كندي، ولد في 25 نوفمبر 1985 في هاميلتون في كندا.

## وصلات خارجية
- جيريمياه براون على موقع الاتحاد الدولي للتجديف (الإنجليزية)
- جيريمياه براون على موقع اللجنة الأولمبية الدولية (الإنجليزية)
- جيريمياه براون على موقع أوليمبيديا (الإنجليزية)